# Clematis cirrhosa
El aján, vidriera, hierba muermera, plumajes andaluces, enredadera andaluza, cola de ardilla o clemátide de Virginia (Clematis cirrhosa) es una especie trepadora del género Clematis. Se distribuye por todo el Mediterráneo. Habita en maquias, preferentemente sobre matorrales o bosquetes de suelos arcillosos o margosos.

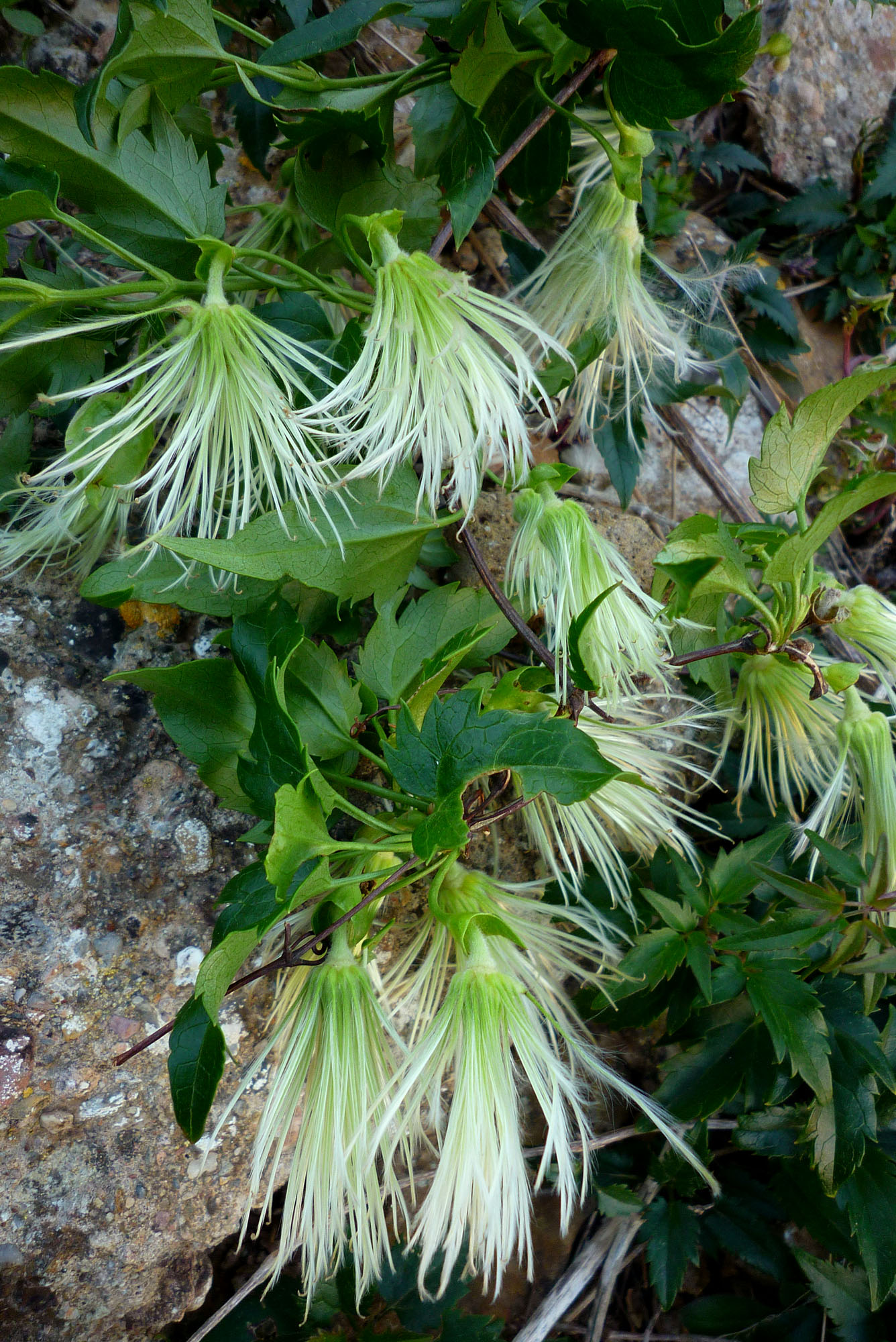
Detalle de la planta

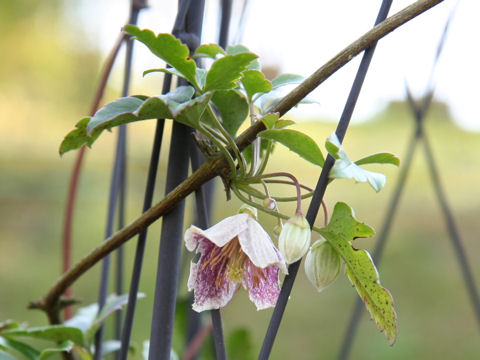
Flor

## Descripción
Arbusto trepador perennifolio con zarcillos, de hasta 4 m o más de altura. Hojas reunidas en fascículos, pecioladas, muy variables en formas. Flores hermafroditas, en forma de campana, y colgantes, solitarias o en grupos de 2 o 3, con olor a miel, grandes, con un largo pedicelo, el cual lleva en su parte final 2 brácteas soldadas; 4 tépalos blanco-amarillentos, vellosos por sus caras externas, de 2,5 a 3,5 cm. Los frutos son aquenios, con los estilos largos y plumosos. 
Florece en  invierno y primavera.

## Taxonomía
Clematis cirrhosa fue descrita por Carlos Linneo y publicado en Species Plantarum 1: 544, en el año 1753.
Citología
Números cromosomáticos de Clematis cirrhosa  (Fam. Ranunculaceae) y táxones infraespecificos: 2=16
Etimología
Clematis: nombre genérico que proviene del griego klɛmətis. (klématis) "planta que trepa".
cirrhosa: epíteto latino que significa "com muchos rizos o zarcillos".
Sinonimia
- Atragene balearica Pers.
- Atragene cirrhosa Pers.
- Cheiropsis balearica Bercht. & J.Presl
- Cheiropsis cirrhosa Bercht. & J.Presl
- Cheiropsis elegans Spach
- Cheiropsis semitriloba Bercht. & J.Presl
- Clematis balearica Rich.
- Clematis calycina Aiton
- Clematis calyculata C.K.Schneid.
- Clematis laeta Salisb.
- Clematis pedicellata (DC.) Sweet
- Clematis polymorpha Viv.
- Clematis semitriloba Lag.[8]